# Marlène Jobert
Pour les articles homonymes, voir Jobert.
Marlène Jobert, née le 4 novembre 1940 à Alger en Algérie française, est une actrice française, également romancière et conteuse pour enfants.

## Biographie

### Jeunesse
Marlène Jobert est la fille de Charles Jobert, adjudant-chef, militaire de carrière dans l'aviation, et d'Éliane Azulay, juive séfarade, originaire de Birkhadem en Algérie.  
Elle entreprend des études au conservatoire de Dijon tout en étant élève des Beaux-arts de Dijon. Elle étudie ensuite le drame et l'art au Conservatoire de Paris, gagnant sa vie comme modèle pour photos et figurante dans des productions cinématographiques.

### Carrière d'actrice

#### Années 1960
Après quelques engagements au théâtre — en particulier Des clowns par milliers, avec Yves Montand — et à la télévision, elle commence à connaître la notoriété grâce à ses rôles sur grand écran.
En 1962, elle subit un grave accident automobile à Paris sur l'île Saint-Louis ; la voiture dérape, sa tête est brutalement projetée contre le pare-brise et le choc violent la défigure. En 1965, elle précise : « j'ai cru devenir folle. C'était horrible. Je ne pouvais plus me regarder dans une glace, j'avais une cicatrice de 12 cm. Je pensais ne jamais sortir de ce cauchemar. La chirurgie esthétique m'a sauvé la vie ».
Elle fait ses débuts à la scène en 1963 puis à l'écran en 1966, dans un second rôle marquant du film Masculin féminin de Jean-Luc Godard, pour lequel elle intervient aux côtés de Jean-Pierre Léaud et Chantal Goya ; elle va les retrouver par ailleurs dans Les Dossiers de l'Agence O en 1968. 
En 1967, elle joue aux côtés de Jean-Paul Belmondo et de Geneviève Bujold dans Le Voleur de Louis Malle.
En 1968, le film populaire Alexandre le Bienheureux la rend célèbre ; elle y donne la réplique à Philippe Noiret. Le rôle du personnage féminin intéressé de Rita dans Faut pas prendre les enfants du bon Dieu pour des canards sauvages lui est attribué par le réalisateur et auteur Michel Audiard ; aux côtés de Bernard Blier, Françoise Rosay, André Pousse, elle campe un personnage de jeune femme mutine, dévorée par l'ambition. La même année, Guy Casaril lui propose le rôle principal de L'Astragale, d'après le livre d'Albertine Sarrazin, lequel remporte le succès du box-office.

#### Années 1970
Au début des années 1970, elle connaît trois de ses plus grands succès au cinéma comme policière dans Dernier Domicile connu de José Giovanni (avec Lino Ventura), dans le thriller de René Clément Le Passager de la pluie, avec Charles Bronson, et de Jean-Paul Rappeneau Les Mariés de l'an II, avec Jean-Paul Belmondo.
À cette période, les principaux metteurs en scène faisant appel à Marlène Jobert sont notamment Philippe de Broca, Claude Chabrol, Robert Enrico et Claude Lelouch. Dans les années 1970, elle participe avec sa propre entreprise, MJ, à la coproduction de quelques-uns de ses films, comme en 1974 les comédies Juliette et Juliette avec Annie Girardot et Pas si méchant que ça avec Gérard Depardieu.
Dans un registre plus dramatique, Maurice Pialat la met en scène avec Jean Yanne dans Nous ne vieillirons pas ensemble (1972) où elle est particulièrement remarquée par la critique. Son opiniâtreté permet au film, dont le tournage a été retardé par la mort de l'épouse de Jean Yanne, d'être mené à bien.
Sa popularité est alors immense. Elle devient avec Annie Girardot l'actrice « la mieux payée ».
Actrice rousse aux cheveux courts le plus souvent, elle interprète des rôles où les actions courageuses de ses personnages confrontés à la virilité de ses partenaires masculins contrastent avec son image d'apparente fragilité, comme dans Folle à tuer d'Yves Boisset, dans lequel son personnage est la proie d'une machination.

#### Années 1980
Pendant quelques années, Marlène Jobert entreprend de chanter et d'enregistrer des disques. Elle connaît un certain succès entre 1985 et 1988 avec les chansons C'est un éternel besoin d'amour (1984), Je ne pense qu'à toi (Les oiseaux chantent faux) (1985), Super vibrations, Viens te jeter dans mes bras (1986) et Hei, Amore ! (1986).  
En 1986, l'album Tout pour se plaire est distribué dans de nombreux pays francophones, dont le Québec. Durant cette décennie, Marlène Jobert tourne peu (six films au total) ; en 1989 elle participe à son dernier film, Les cigognes n'en font qu'à leur tête, sous la direction de Didier Kaminka.

#### Années 1990
Délaissant le cinéma, Marlène Jobert ne tourne plus qu'occasionnellement pour la télévision. Au milieu des années 1990, son dernier rôle notable est celui de l'avocate Claire Moretti dans la série télévisée Avocat d'office.

#### Années 2000
En 2002, elle refuse un rôle dans le film Huit femmes, rôle qui sera confié à Isabelle Huppert.
En 2007, elle reçoit le prix d'honneur lors de l'attribution des Césars.

### Carrière d'autrice et de conteuse
En 1979, Marlène Jobert publie un disque sur lequel elle lit des poèmes de Jacques Prévert.
Elle est la narratrice et parfois l'autrice de la série de fascicules « Les Plus Beaux Contes du monde » publiés par les éditions Atlas dans les années 1990.

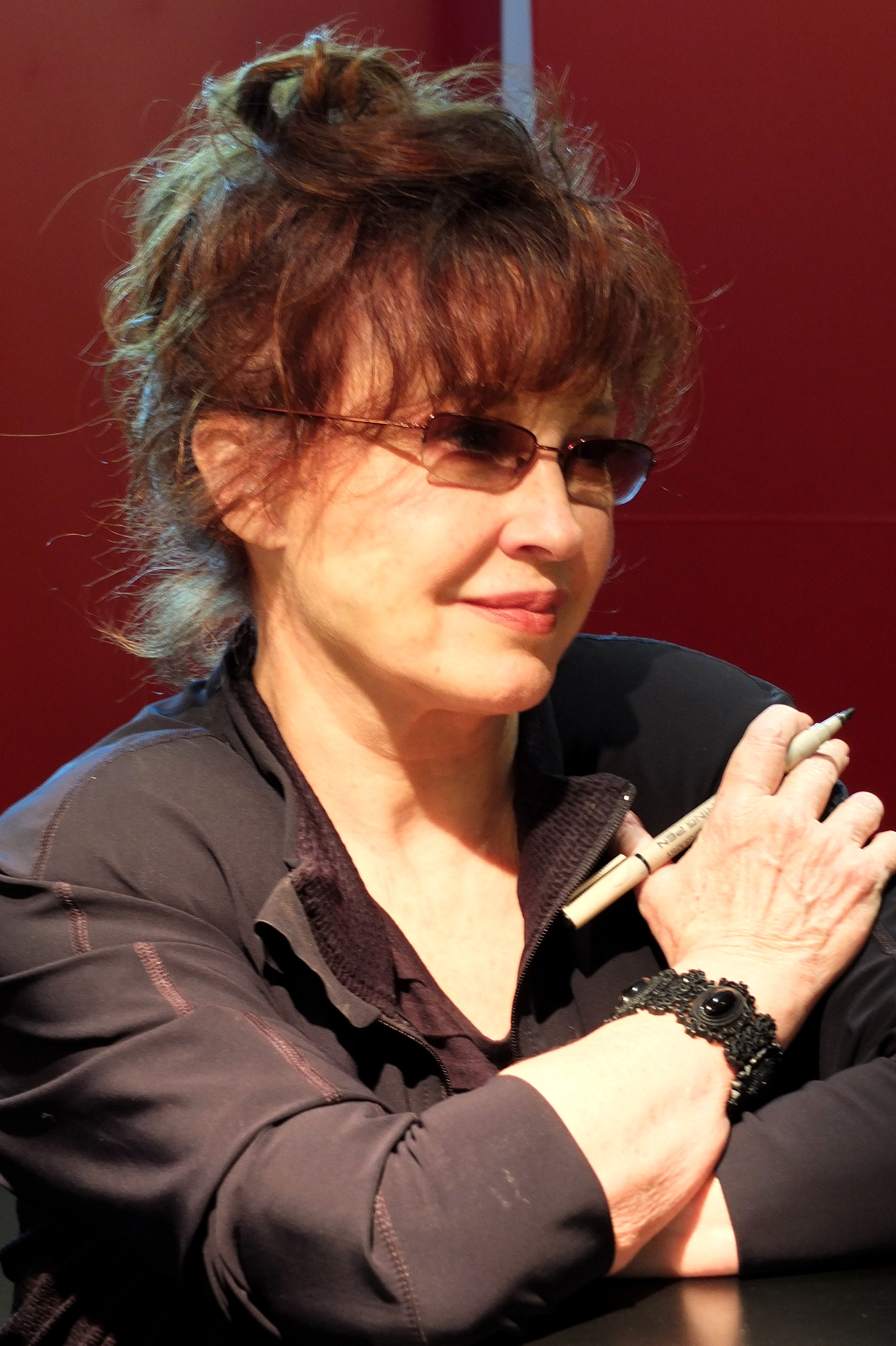
Marlène Jobert en 2012 lors d'une séance de signature, à Paris.

Depuis les années 2000, elle écrit et enregistre des livres parlés pour enfants, des livres sur la musique distribués à plus de 15 millions d'exemplaires à travers le monde, au cours de sa carrière de conteuse.
En 2014, elle publie chez Plon son autobiographie, Les Baisers du soleil.
Plusieurs écoles maternelles en France portent son nom,.

### Vie privée
Au début des années 1960 Marlène Jobert, actrice débutante, vit avec Claude Berri.
En 1974, un fait divers met en lumière une proximité supposée avec Valéry Giscard d'Estaing : un accident de la route en plein Paris, dont la victime est le nouveau président de la République au volant de la Ferrari prêtée par le réalisateur Roger Vadim, épisode que l'hebdomadaire satirique Le Canard enchaîné ne manque pas de relater, alors que la présence de l'actrice aux côtés de Valéry Giscard d'Estaing est évoquée. Toutefois, Marlène Jobert tient à démentir, dans son autobiographie parue en 2014, qu'une liaison amoureuse ait pu exister entre eux.
En 1976, au sommet de sa gloire, Marlène Jobert tombe amoureuse de Walter Green, un chirurgien-dentiste suédois, lequel ignore sa notoriété ; ils vivent ensemble puis rapidement se marient.
Le 6 juillet 1980, elle donne naissance à des jumelles, Eva et Joy. Eva Green est actrice, et sa jumelle Joy, plus discrète, a été éleveuse de pur-sang en Normandie. Par la suite, elle a suivi son mari en Italie, où celui-ci est producteur de vin.
Parmi sa famille proche, deux de ses nièces sont des artistes reconnues : la chanteuse Elsa, fille de sa sœur Christiane Jobert, elle-même artiste peintre et sculptrice, et l'actrice Joséphine Jobert, fille de son frère Charles Jobert, directeur de la photographie. Un autre de ses frères est le Pr Guy Jobert, universitaire.

## Filmographie

### Cinéma
- 1966 : Masculin féminin de Jean-Luc Godard : Elisabeth
- 1966 : Martin Soldat de Michel Deville : la résistante
- 1967 : Alexandre le Bienheureux d'Yves Robert : Agathe Bordeaux
- 1967 : Le Voleur de Louis Malle : Broussaille
- 1968 : Faut pas prendre les enfants du bon Dieu pour des canards sauvages de Michel Audiard : Rita
- 1968 : L'Astragale de Guy Casaril : Anne, l'évadée en cavale
- 1970 : Dernier Domicile connu de José Giovanni : Jeanne Dumas, la nouvelle auxiliaire de l'inspecteur
- 1970 : Le Passager de la pluie (Rider On The Rain) de René Clément : Mélancolie Mau
- 1971 : Les Doigts croisés (To Catch a Spy) de Dick Clement : Fabienne
- 1971 : Les Mariés de l'an II de Jean-Paul Rappeneau : Charlotte Philibert
- 1971 : La Poudre d'escampette de Philippe de Broca : Lorène
- 1971 : La Décade prodigieuse de Claude Chabrol : Hélène van Horn
- 1972 : Nous ne vieillirons pas ensemble de Maurice Pialat : Catherine
- 1973 : Juliette et Juliette de Remo Forlani : Juliette Rosenec
- 1974 : Pas si méchant que ça de Claude Goretta : Nelly
- 1974 : Le Secret de Robert Enrico : Julia Vandal
- 1975 : Folle à tuer d'Yves Boisset : Julie Bellanger
- 1976 : Le Bon et les Méchants de Claude Lelouch : Lola
- 1977 : Julie pot de colle de Philippe de Broca : Julie Chardon
- 1977 : L'Imprécateur de Jean-Louis Bertuccelli : Mme Arangrude
- 1978 : Va voir maman, papa travaille de François Leterrier : Agnès Lucas
- 1979 : Un jouet dangereux (Il giocattolo) de Giuliano Montaldo : Ada Barletta
- 1979 : Grandison d'Achim Kurz : Rose Grandison
- 1979 : La Guerre des polices de Robin Davis : Marie Garcin
- 1981 : Une sale affaire d'Alain Bonnot : Hélène
- 1981 : L'Amour nu de Yannick Bellon : Claire
- 1983 : Effraction de Daniel Duval : Kristine
- 1984 : Les Cavaliers de l'orage de Gérard Vergez : Marie Castaing
- 1984 : Souvenirs, Souvenirs d'Ariel Zeitoun : Nadia
- 1989 : Les cigognes n'en font qu'à leur tête de Didier Kaminka : Marie Dornec

### Télévision
- 1967 : Par quatre chemins (téléfilm)
- 1967 : Rue barrée d'André Versini (série télévisée) : Martine Ponchon
- 1967 : Les Chevaliers du ciel de François Villiers (série télévisée) : Irène                                                                                               * 1967 : Mademoiselle Pygmalion de Jacques Pierre (téléfilm) : Nicole Angelot
- 1968 : Les Dossiers de l'Agence O de Jean Salvy et Marc Simenon (série télévisée, 13 épisodes) : Mademoiselle Berthe
- 1969 : Laure de Moshé Mizrahi (série télévisée)
- 1987 : Qui c'est ce garçon ? de Nadine Trintignant (série télévisée)
- 1991 : C'est quoi ce petit boulot ? de Michel Berny et Gian Luigi Polidoro (série télévisée)
- 1992 : La Femme à l'ombre de Thierry Chabert (téléfilm)
- 1994 : Avocat d'office de Gabriel Aghion, Bernard Stora et Daniel Vigne (série télévisée)
- 1998 : Les Marmottes de Jean-Denis Robert et Daniel Vigne (série télévisée)
- 1998 : Maintenant et pour toujours de Joël Santoni et Daniel Vigne (téléfilm)

## Théâtre
- 1962 : Le Timide au palais de Tirso de Molina, mise en scène NA Caravette, Théâtre Gramont
- 1963 : Des clowns par milliers d'Herb Gardner, mise en scène Raymond Rouleau, Théâtre du Gymnase[3]
- 1967 : Danse lente sur le champ de bataille de William Hanley, mise en scène Jean Tasso et Gilles Segal, Théâtre des Mathurins
- 1967 : L'Œil anonyme de Peter Shaffer, mise en scène Raymond Gérôme, Théâtre Montparnasse
- 1967 : Black Comedy de Peter Shaffer, mise en scène Raymond Gérôme, Théâtre Montparnasse

## Publications et livres audio
- Marlène Jobert dit Prévert, 1979, disque sur lequel elle lit des poèmes de Jacques Prévert[15].

- Collection "Contes et grandes musiques"
  - Une nuit bizarre, bizarre, pour faire aimer la musique de Bach
  - L'Arbre qui pleure, pour faire aimer la musique de Mozart
  - Maman a engagé une sorcière!, pour faire aimer la musique de Chopin
  - Panique chez les sorcières!, pour faire aimer la musique de Bach
  - Le Petit Garçon qui mordait les chiens, pour faire aimer la musique de Tchaïkovsky
  - Le Vieil Homme qui faisait danser les saisons, pour faire aimer la musique de Vivaldi
  - Le Mystère de l'homme-gorille, pour faire aimer la musique de Mozart
  - Une maîtresse extraordinaire, pour faire aimer la musique de Beethoven
  - En route pour les étoiles, pour faire aimer la musique de Vivaldi
  - Les rendez-vous secrets d'Arthur, pour faire aimer la musique de Beethoven
  - Curieux Noël pour un vieux Grigou
- Collection "Contes et musiques du monde"
- Collection "Marlène Jobert raconte"
  - Le Secret des 7 princesses 
  - Le Rossignol de l'empereur 
  - L'Apprenti sorcier
  - La Fée Flocon 
  - La Belle et la Bête, lu par Marlène Jobert et Eva Green, illustrations d'Éric Puybaret, Glénat Jeunesse, 2020
  - Alice au Pays des Merveilles
  - Robin des bois
  - Le Livre de la jungle de Rudyard Kipling, lu par Marlène Jobert et Eva Green, Contes et légendes jeunesse, 2019
  - et de nombreux autres contes...
- Collection "Bientôt, je lis"
  - Coton et Cotonette
  - L'ogre de la fête foraine
  - La nuit de Fantomax
  - Le cartable magique
  - Le Loup qui mangeait les histoires
  - Albert, le poussin qui fait tout de travers
  - La Princesse aux yeux de Lune
  - La Poule
  - Le clown amoureux
  - Au pays des fées
  - La nuit blanche du Petit Marchand de Sable
  - Panique au marché
  - Philibert le roi de l'hiver
  - L'intrus dans la maison
  - Le grand concours
  - Le nouveau poney
  - Le fils du Père Noël 
  - Le jour où les poules auront des dents
  - Le géant dans le TGV
  - Cinq amis pour la vie
  - Mimi, la souris qui ne sourit jamais
  - et de nombreuses autres histoires...

- Autres albums
  - Les Sorcières de la rue des tempêtes de Marlène Jobert, lu par Marlène Jobert et Eva Green, Contes et légendes jeunesse, 2018
  - Les trois petits cochons
  - Le Jouet magique de Saint-Pétersbourg
  - Le Monstre de Pabocoulo
  - Un bon petit diable
  - Le Secret du petit Igor
  - Et si un soir... il pleuvait des gâteaux
  - Les bisous du Croqu' Odile 
  - Câlinoux de Loups
  - La Sorcière du parc Monceau

## Distinctions

### Décorations
- 2014 :  Commandeure de l'ordre des Arts et des Lettres[16]
- 2022 :  Chevalière de la Légion d'honneur[17].

### Récompenses
- 1968 : prix Bistingo (prix annuel décerné à une jeune vedette par un jury dédié)
- 1970 : prix spécial David di Donatello pour sa performance dans le film Le Passager de la pluie
- 1970 : prix spécial David di Donatello pour sa performance dans le film Dernier Domicile connu
- 1973 : prix Archange du cinéma (prix partagé avec Pierre Richard)
- 2007 : César d'honneur[18]